# Ventura Rodríguez (métro de Madrid)
Ventura Rodríguez est une station de la ligne 3 du métro de Madrid en Espagne. Elle est établie sous l'intersection entre les rues de la Princesse et Ventura-Rodríguez, à la jonction des arrondissements du Centre et de Moncloa-Aravaca.

## Situation sur le réseau
La station est située entre Argüelles au nord-ouest, en direction de Moncloa, et Plaza de España au sud-est, en direction de El Casar.

## Histoire
La station est mise en service le 15 juillet 1941, lors de l'ouverture d'une nouvelle section de la ligne entre Sol et Moncloa. Elle porte le nom de Ventura Rodríguez (1717-1785), architecte précurseur du néoclassicisme. Elle fait l'objet d'une rénovation complète lors des travaux de modernisation de la ligne entre 2003 et 2006.

## Services aux voyageurs

### Accès et accueil
La station possède deux accès équipés d'escaliers, ainsi qu'un accès direct par ascenseur depuis l'extérieur.

### Intermodalité
La station est en correspondance avec les lignes de bus no 1, 2, 44, 74, 133, C1 et C2 du réseau EMT.